# Lior Eliyahu
Lior Eliyahu (hebräisch ליאור אליהו; * 9. September 1985 in Ramat Gan, Israel) ist ein israelischer Basketballspieler. Er ist 2,07 m groß und spielt auf den Positionen eines Power Forward und Small Forward.

## Karriere
Lior Eliyahu begann seine Profikarriere bei Hapoel Galil Elyon im Jahre 2003. Mit Galil Elyon spielte Eliyahu im FIBA EuroCup und war Teilnehmer des FIBA EuroCup All-Star-Games 2005 und 2006. Bei dem NBA-Draft 2006 wurde er von Orlando Magic als 44. Pick ausgewählt. Es kam jedoch zu keinem Vertragsabschluss. Daraufhin unterschrieb er bei Maccabi Tel Aviv. Mit Maccabi gewann Eliyahu 2009 und 2011 die israelische Meisterschaft. In der EuroLeague-Saison 2008/2009 wurde er zweimal zum MVP der Woche und zum MVP des Monats September 2008 gewählt. In der Saison 2009/2010 stand Lior Eliyahu im Mannschaftsaufgebot des spanischen Basketballvereins Caja Laboral und gewann die spanische Basketballmeisterschaft in der Liga ACB. Dabei wurde der FC Barcelona in der Finalserie 2010 mit 3:0 Siegen bezwungen. Zu Beginn der Saison 2012/2013 kehrt Eliyahu zu Maccabi Tel Aviv zurück. Mit Tel Aviv wurde er noch zweimal, 2011 und 2012, israelischer Meister und dreimal in Folge (2011 bis 2013) israelischer Pokalsieger. Ein weiterer Erfolg mit Maccabi war der Gewinn der Adriatic League 2012. Lior Eliyahu wurde noch zwei Mal, 2011 und 2012, Teilnehmer der israelischen All-Star Games. Dabei wurde er 2011 zum MVP des All-Star Games gewählt.
Seit 2007 ist Lior Eliyahu israelischer Basketballnationalspieler und nahm mit der israelischen Basketballnationalmannschaft an den Europameisterschaften 2007, 2009, 2011 und 2013 teil. Das beste Ergebnis war dabei der 9. Platz bei der EM 2007 in Madrid.